# Fridtjof Tischendorf
Fridtjof Tischendorf (* 29. März 1997) ist ein norwegischer Snowboarder. Er startet in den Disziplinen Slopestyle und Big Air.

## Werdegang
Tischendorf debütierte im Januar 2016 in Mammoth im Snowboard-Weltcup und belegte dabei den zehnten Platz im Slopestyle. Im Februar 2016 siegte er im Slopestyle beim Norgescup in Hovden und errang bei den X-Games Oslo 2016 den 18. Platz im Big Air. Im folgenden Monat kam er bei den Snowboard-Weltmeisterschaften 2016 in Yabuli auf den 15. Platz im Slopestyle. Nach Platz 26 in Pyeongchang und Platz 23 in Mönchengladbach jeweils im Big Air zu Beginn der Saison 2016/17, erreichte er in Moskau mit dem dritten Platz im Big Air seine erste Podestplatzierung im Weltcup. Bei den Snowboard-Weltmeisterschaften 2017 in Sierra Nevada belegte er den 15. Platz im Slopestyle und den 12. Rang im Big Air. Beim letzten Weltcup der Saison kam er im Slopestyle in Špindlerův Mlýn auf den zweiten Platz und erreichte den 21. Platz im Freestyle-Weltcup. Im März 2018 errang er beim Weltcup auf der Seiser Alm den zweiten Platz im Slopestyle.
Im Januar 2019 gewann Tischendorf den im Rahmen der X-Games in Aspen erstmals ausgetragenen Knuckle Huck. 2022 holte er in derselben Disziplin hinter seinem Landsmann Marcus Kleveland die Silbermedaille.